# Institut d'études slaves

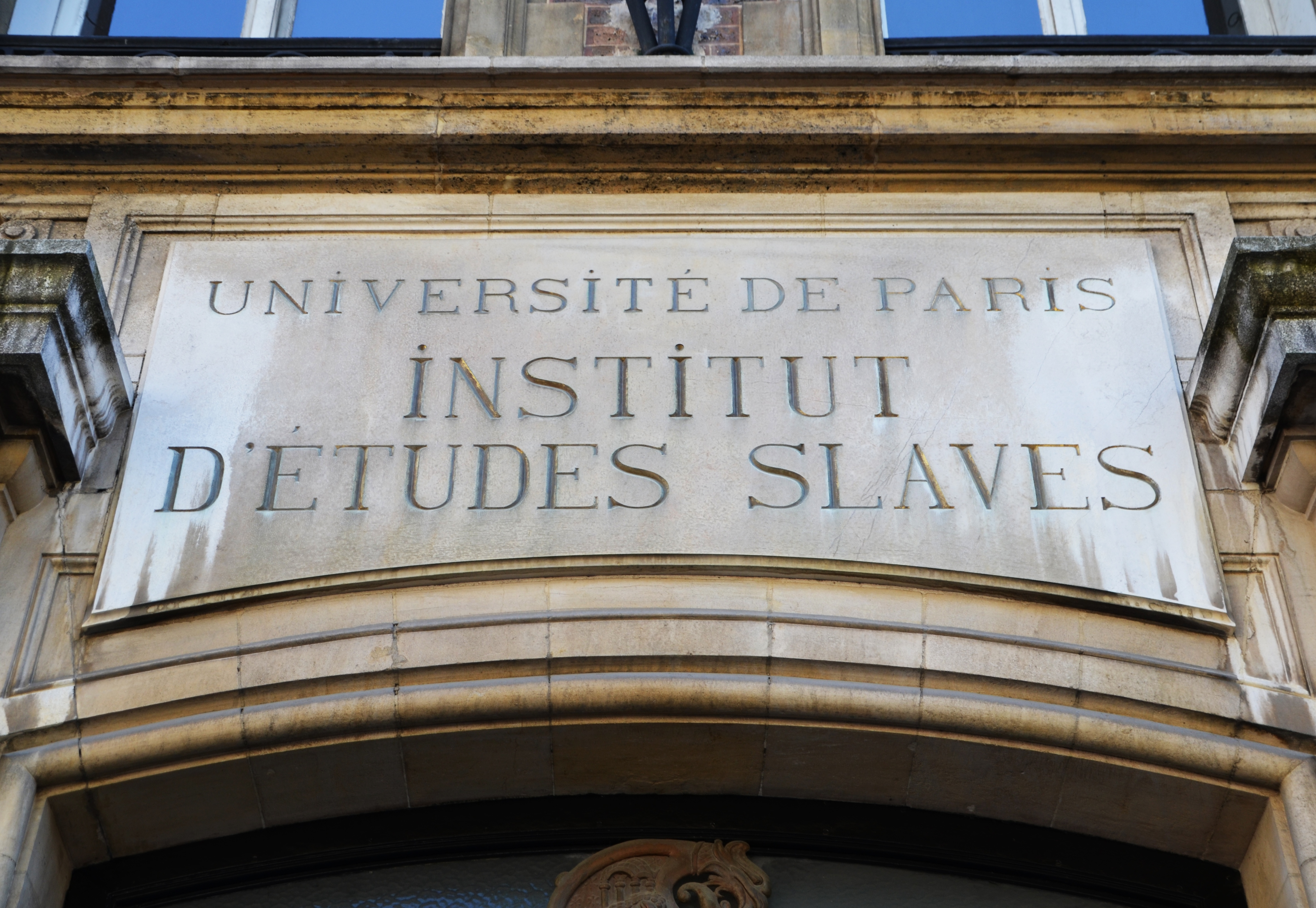
Institut d’études slaves, 9 rue Michelet, Paris.

L’Institut d’études slaves est un établissement reconnu d’utilité publique (Journal officiel du 27 mars 1920 et décret du 22 novembre 1925).
Il fut créé en 1919 par l’historien Ernest Denis grâce à l’aide du Gouvernement français et des Gouvernements tchécoslovaque et yougoslave. Inauguré le 17 octobre 1923 par les présidents Alexandre Millerand et Tomáš Masaryk, il bénéficia également, à partir de 1923, d’une participation de la Pologne. Sa vocation première est, selon les termes d’Ernest Denis, de « promouvoir la connaissance scientifique des choses slaves »
Son siège est situé dans l'ancien hôtel particulier d'Ernest Denis. Il est aujourd'hui rattaché à la faculté des lettres de Sorbonne Université.
L’institut est un centre de recherche sur le monde slave. Il possède une maison d'édition qui poursuit la politique de publication de l’Institut français de Saint-Pétersbourg dont le premier volume remonte à 1912.
Il publie, conjointement avec le Centre d'études slaves (d), un institut jumeau désormais intégré à l'unité mixte de recherche CNRS - Sorbonne Université Eur’Orbem (d), la Revue des études slaves.
Le Comité national français des slavistes, section nationale du Comité international des slavistes, qui organise tous les cinq ans le congrès international des slavistes (en), travaille en coopération avec l'Institut d'études slaves, notamment dans la perspective du XVIIe congrès qui était programmé en 2023 à Paris  (désormais reporté à 2025). En octobre 2023, une série de manifestations scientifiques marquera le centième anniversaire de l'IES,.

## Les présidents de l'Institut d'études slaves
- Ernest Denis (1920-1921)
- Antoine Meillet (1921-1937)
- André Mazon (1937-1959)
- Roger Portal (1959-1973)
- Jean Bonamour (d) (1973-1980)
- Yves Millet (1980-1989)
- François de Labriolle (1989-1997)
- Michel Aucouturier (d) (1997-2002)
- Antoine Marès (2002-2008)
- Stéphane Viellard (d) (2008-2015)
- Pierre Gonneau (d) (2015-2021)
- Hélène Mélat (d) (2021- )